# 863 (číslo)
Osm set šedesát tři je přirozené číslo, které následuje po čísle osm set šedesát dva a předchází číslu osm set šedesát čtyři. Římskými číslicemi se zapisuje DCCCLXIII.

## Matematika
863 je:
- Bezpečné prvočíslo
- Šťastné číslo
- Nepříznivé číslo
- Součet pěti po sobě jdoucích prvočísel (163 + 167 + 173 + 179 + 181) či sedmi (107 + 109 + 113 + 127 + 131 + 137 + 139)

## Astronomie
- (863) Benkoela je planetka hlavního pásu, kterou objevil v roce 1917 Max Wolf

## Roky
- 863
- 863 př. n. l.